# Dasythorax hirsutula
Dasythorax hirsutula är en fjärilsart som beskrevs av Alphéraky 1893. Dasythorax hirsutula ingår i släktet Dasythorax och familjen nattflyn. Inga underarter finns listade i Catalogue of Life.